# Луїза Коле
Луї́за Коле́ (фр. Louise Colet, уроджена фр. Révoil de Servannes; 1810—1876) — французька письменниця і поетеса, господиня літературного салону.

## Біографія
Луїза Коле народилася 15 вересня 1810 року в Екс-ан-Провансі. Щоб втекти з провінції і жити в столиці, вона вийшла заміж за композитора Іполіта Коле, ще зовсім юною дівчиною.
У 1836 році юна поетеса дебютувала в літературі збіркою поезій "Fleurs du midi " і протягом чотирьох років отримувала першу академічну премію за вірші. Ці успіхи викликали сильні нападки та глузування з боку відомого письменника Альфонса Kappa; виведена з терпіння поетеса кинулася з ножем у руках на кривдника, але вбити Альфонса не вдалося. Ця історія справила велику сенсацію і передавалася з вуст в уста друзями тієї та іншої сторони . Пізніше Коле докладно виклала весь цей інцидент у листі до Фігаро (29 березня 1869 року) .
У 1840 році у Луїзи народилася дочка Генрієтта. Достовірно невідомо, хто був батьком: дівчинка носила прізвище Коле, проте її утримання забезпечував коханець Луїзи Віктор Кузен.
Літературний салон Луїзи Коле був місцем зустрічей різних знаменитостей. Її дружні відносини з Кузеном, Вільменом, Мюссе і Флобером зробили її ім'я дуже відомим. Певний галас наробило видання листів Бенжамена Констана, які нібито перейшли до Коле за заповітом від Жульєтти Рекам'є. Але коли Коле почала видавати їх, спадкоємиця пані Рекам'є, пані Ленорман, затіяла процес, який закінчився конфіскацією листів .
З віршованих збірок Коле заслуговують на увагу, крім «Fleurs du midi», «Penserosa», «Le poéme de la femme», «La paysanne», «La servante», «La réligieuse», «Les satires du peuple». З прозових творів письменниці найвідоміші: «La jeunesse de Mirabeau», «Les coeurs brises», «Folles et saintes», «Lui roman, contemporain», «Histoire d'un soldat» і «Ces petits messieurs» .
Луїза Коле померла 9 березня 1876 року в Парижі і була похована у містечку Верней-сюр-Авр.